# حزب الشعب الكمبودي
حزب الشعب الكمبودي هو حزب سياسي في كمبوديا. تأسس الحزب في عام 1979. فاز الحزب في الانتخابات التشريعية الكمبودية 2013 ب67 مقعد من جملة 123 مقعد ويمتلك بهذا الأغلبية ويوجد معه فقط حزب الإنقاذ الوطني الكمبودي الذي يملك 56 مقعد.